# Андре III де Витре
Андре III де Витре (André III de Vitré) (ок. 1200 — 8 февраля 1250) — последний сеньор Витре (с 1210).
Старший сын Андре II де Витре и его третьей жены Эсташи де Раис (де Ре). О том, что именно Эсташи была его матерью, свидетельствует то, что этим именем Андре III назвал двух своих дочерей. В некоторых источниках датой свадьбы его родителей указан 1199 год.
В 1212 г. Андре III женился на Катерине де Туар (1/5 сентября 1201]-1237/40), дочери герцогини Бретани Констанции и Ги де Туара. От неё три дочери:
- Филиппа (ум. 16.09.1254), с 1239 г. жена Ги VII де Монморанси-Лаваль, сына Матьё II де Монморанси — коннетабля Франции.
- Эсташия, жена Жоффруа де Пентьевра, сына графа Алана де Пентьевра.
- Аликс (ум. не ранее 1273), жена Фулька де Матефелона.

В 1230 году после высадки английского короля Генриха III в Сен-Мало бретонский герцог Пьер Моклерк присягнул ему. Людовик IX объявил герцога низложенным, и Андре III де Витре одним из первых бретонских сеньоров перешёл на сторону французского короля. Однако после заключения мирного договора он снова стал верным вассалом Пьера Моклерка — своего зятя (мужа сестры жены).
В течение 1222—1237 гг. Андре III де Витре перестроил (расширил) и укрепил замок Витре, находившийся недалеко от границы. Начал эту работу самостоятельно, в 1234 г. получил официальное разрешение герцога.
В 1235 г. получил от него же сеньорию Обинье, которую Пьер Моклерк выкупил у Фулька Пейнеля (Foulcues Paynel) за 500 ливров ренты. Это была плата за то, что при строительстве укреплений Ренна вырубался лес, принадлежавший Катерине де Туар. Сеньорию Обинье Андре III де Витре дал в приданое старшей дочери Филиппе.
Согласно книге «La Maison de Laval: 1020—1605 Arthur Bertrand de Broussillon· 1895 (Том 1 — Страница 224)» в 1237 году он собирался вместе со сложившим герцогский сан Петром Моклерком отправиться в Святую землю, и начал подготовку к крестовому походу. Однако этим планам помешала смерть жены. Андре III де Витре, не имевший сыновей, задумался о наследнике. В январе 1240 года он женился на Томассе де Ла Герш (1224—1270), даме де Пуанси и де Марёй. От неё дети:
- Жанна, упом. 1265
- Филиппа, монахиня в Лоншане.
- Маргарита, жена Эмери д’Аржантона.
- Алиетта, жена Гильома де Виллера.
- Эсташия (ум. 1288), с 1269 г. жена Оливье де Машкуля, сына Пьера Моклерка.
- Андре IV (1248—1251). Наследовал отцу под опекой Ролана де Динана, но вскоре умер.

В 1248 году Андре III де Витре вместе с королём Людовиком IX отправился в крестовый поход в Египет, погиб в битве при Эль-Мансуре 8 февраля 1250 года. Его малолетний сын пережил отца всего на два года, и после его смерти сеньорию Витре унаследовали старшая дочь Андре III Филиппа и её муж Ги VII де Монморанси-Лаваль.
Вдова Андре III де Витре Томасса де Ла Герш между 1254 и 1257 гг. вторым браком вышла замуж за вышеупомянутого Ги VII де Монморанси-Лаваля (1219—1267), приходившего ей зятем.